# 利尼奧沃湖
55°27′14″N 39°49′13″E / 55.45389°N 39.82028°E
利尼奧沃湖（俄语：Линёво），是俄羅斯的湖泊，位於該國西部，由莫斯科州負責管轄，處於沙圖拉區，長0.48公里、寬0.43公里，面積0.18平方公里，最大水深3米。